# The Age of Aquarius
The Age of Aquarius è il quarto album studio del gruppo pop The 5th Dimension, pubblicato nel 1969.

## Tracce
1. Medley: Aquarius/Let the Sunshine In (The Flesh Failures) – 4:51 (Galt MacDermot, James Rado, Gerome Ragni)
2. Blowing Away – 2:32 (Laura Nyro)
3. Skinny Man – 2:51 (Michael Kollander, Ginger Kollander)
4. Wedding Bell Blues – 2:44 (Laura Nyro)
5. Don't Cha Hear Me Callin' to Ya – 3:56 (Rudy Stevenson)
6. The Hideaway – 2:45 (Jimmy Webb)
7. Workin' On a Groovy Thing – 3:10 (Roger Atkins, Neil Sedaka)
8. Let It Be Me – 3:54 (Gilbert Bécaud, Mann Curtis, Pierre Delanoë)
9. Sunshine of Your Love – 3:18 (Pete Brown, Jack Bruce, Eric Clapton)
10. The Winds of Heaven – 3:14 (Bob Dorough, Fran Landesman)
11. Those Were the Days – 3:03 (Gene Raskin)
12. Let the Sunshine In (Reprise) – 1:29 (Galt MacDermot, James Rado, Gerome Ragni)
13. Chissà Se Tornerà (Who Knows If He Will Return) – 3:00 (M. De Sanctis, Antonio Salis, Lucio Salis) – Traccia bonus solo nella ripubblicazione CD del 2000

## Formazione
- Billy Davis, Jr. - voce (traccia 1), coro
- Florence LaRue - voce (traccia 2), coro
- Marilyn McCoo - voce (tracce 2, 4), coro
- Lamonte McLemore - coro
- Ron Townson - coro